# Quaquernos

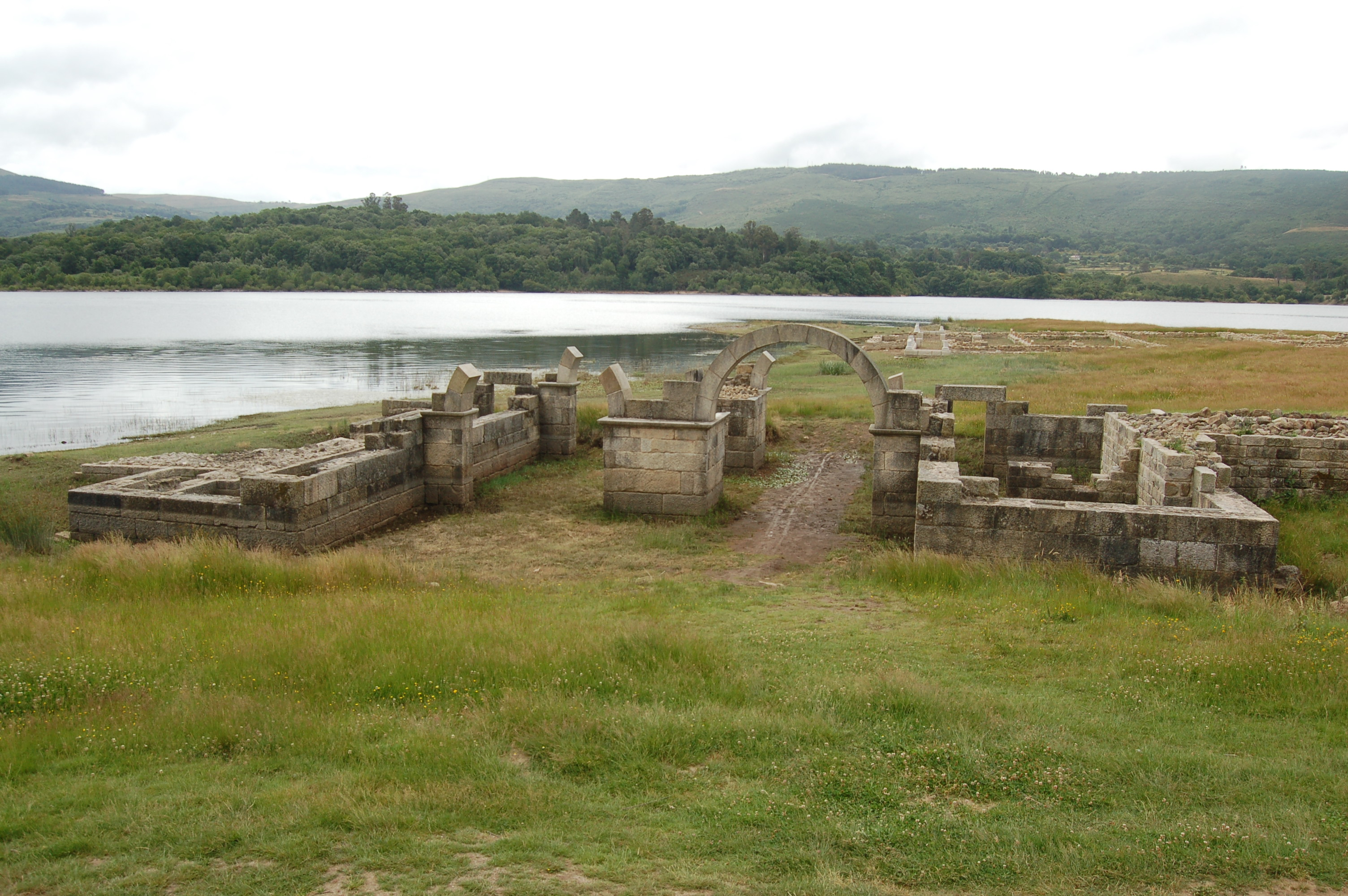
Entrada principal do recinto de Aquis Querquennis

Os quarquernos (em latim: quarquerni) foram um povo galaico, do Convento Bracarense, cujo território estava circunscrito a região média da bacia do Rio Lima, sendo Baños ( Bande, província de Ourense) antiga Aquis Querquennis o seu núcleo principal.

## Localização

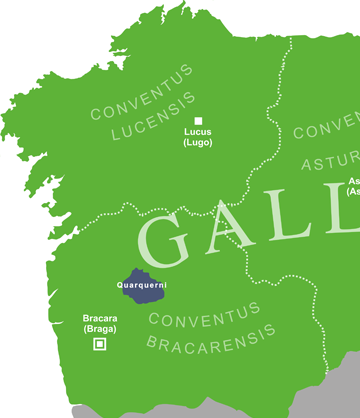
Localização dos quarquenos

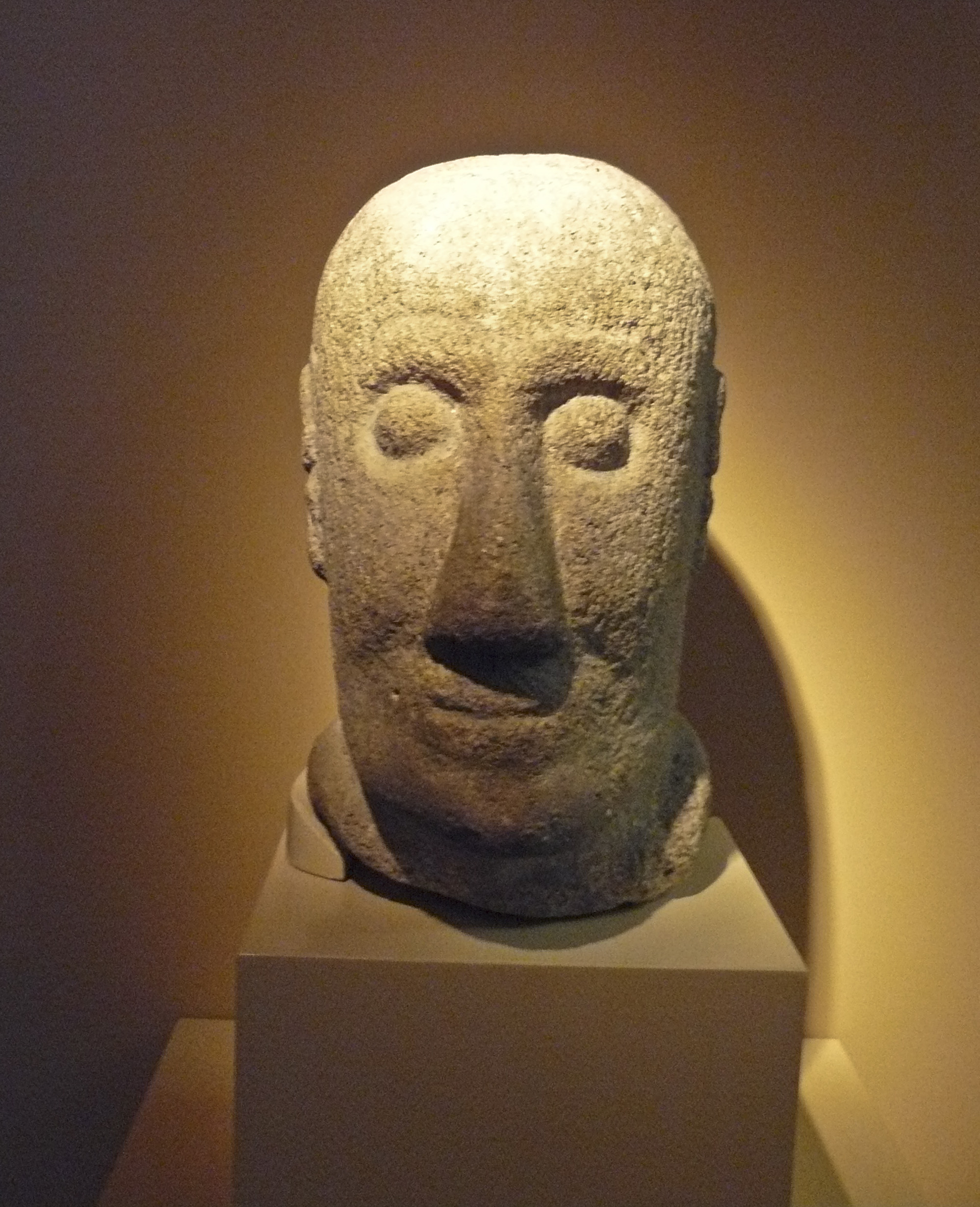
Cabeça dum guerreiro quarqueno do castro de Rubiás